# Нагаєв Віктор Михайлович
Віктор Михайлович Нагаєв (нар.. 14 вересня 1966) — український науковець та педагог, професор, доктор педагогічних наук, професор кафедри менеджменту, бізнесу і адміністрування Державного біотехнологічного університету.

## Життєпис
Віктор Нагаєв народився 14 вересня 1966 року у м. Яма Артемівського району (нині Сіверськ, Бахмутського району Донецької області). 
У 1983 році робітник радгоспу імені Чапаєва Харківського району Харківської області.
У 1988 році закінчив Харківський інститут механізації та електрифікації сільського господарства, кваліфікація інженер-механік.
З 1988 по 1989 роки працював інженером автогаражної служби радгоспу імені Чапаєва на Харківщині.
З 1989 по 1992 роки навчався в аспірантурі Харківського інституту механізації та електрифікації сільського господарства.
У 1992 році працював науковим співробітником науково-виробничого кооперативу «Агропрогрес» Харківського району Харківської області.
У 1992 році захистив кандидатську дисертацію на тему: «Обґрунтування параметрів молотильного пристрою вібраційного типу з активними робочими органами» за спеціальністю «Механізація сільськогосподарського виробництва».
З 1992 року був призначений викладачем кафедри сільськогосподарських машин у рідному виші. 
У 1993 році  старший викладач кафедри управління в агропромисловому комплексі Харківського державного аграрного університету ім. В. В.Докучаєва.
У 1994 році закінчив заочний економічний факультет підвищення кваліфікації керівних кадрів сільського господарства Харківського державного аграрного університету імені В. В. Докучаєва, з присвоєнням кваліфікації економіста-організатора сільськогосподарських підприємств. 
У 1996  році закінчив Харківський державний економічний університетПаралельно навчався у Харківському державному економічному університеті,  за кваліфікацією «Менеджмент та маркетинг», та одержав кваліфікацію менеджер-маркетолог.
2010 року Віктор Нагаєв захистив докторську дисертацію за спеціальністю 13.00.04 «Теорія і методика професійної освіти» та обійняв посаду професора кафедри менеджменту організацій Харківського національного аграрного університету імені В. В. Докучаєва.
У 2000 році присвоєне вчене звання доцента.
З 2000 по 2002 роки обіймав посаду доцента кафедри управління в агропромисловому комплексі Харківського державного аграрного університету ім. В. В. Докучаєва.
З 2002 по 2004 роки працював за сумісництвом доцентом кафедри організації виробництва, бізнесу та менеджменту Харківського національного технічного університету сільсокого господарства.
З 2004 по 2010 роки доцент кафедри менеджменту організацій Харківського державного аграрного університету ім. В. В. Докучаєва.
У 2010 році захистив докторську дисертацію «Теоретичні та методичні основи управління навчально-творчою діяльністю студентів вищих аграрних навчальних закладів» за спеціальністю 13.00.04 «Теорія і методика професійної освіти».
З 2011 по 2012 роки працював на посаді проректора з науково-педагогічної роботи Харківського національного аграрного університету ім. В. В. Докучаєва.
У 2012 році Віктору Михайловичу присвоєно вчене звання професора.
З 2012 по 2014 роки працював на посаді професора кафедри менеджменту та адміністрування Харківського національного аграрного університету ім. В. В. Докучаєва.
З 2014 по 2015 роки завідувач кафедри туризму Харківського національного економічного університету імені С. Кузнеця.
З 2015 по 2019 роки професор кафедри менеджменту та адміністрування Харківського національного аграрного університету ім. В. В. Докучаєва.
З 2019 по 2021 роки працював на посаді професора кафедри організації виробництва, бізнесу та менеджменту Харківського національного технічного університету сільського господарства імені Петра Василенка.
З 2021 року по теперішній час професор кафедри менеджменту, бізнесу і адміністрування Державного біотехнологічного університету.

## Наукова діяльність
Віктор Михайлович автор понад 350 науково-методичних публікацій, з них: 150 статей у фахових виданнях ( з них у виданнях, що індексуються в наукометричних базах «Web of science» - 4), 7 монографій (в тому числі видані в країнах ЄС), 1 підручник, 20 навчальних і навчально-методичних посібників (7 - з грифом МОНУ та Мінагрополітики України).
Наукові інтереси: менеджмент, аграрний менеджмент, управління персоналом, конфліктологія, педагогіка, освітній менеджмент, педагогічні технології, віброобмолот, молотильний пристрій вібраційного типу.
Наукові дослідження: теоретичні та методичні основи управління навчально-творчою діяльністю студентів аграрних закладів  вищої освіти; удосконалення системи управління персоналом аграрних формувань.
Основні публікації:
- Дидактичні основи формування творчої особистості аграрного менеджера в умовах Болонського процесу. Харків: ХНАУ, 2006.
- Методика викладання у вищій школі: навч. посібник для студ. вищ. навч. закл. Київ: Центр учбової літератури, 2007.
- Дидактичні засади впровадження дворівневої педагогічної технології управління навчально-творчою діяльністю студентів вищих навчальних закладів: монографія. Харків: Колегіум, 2012.
- Розвиток творчого потенціалу майбутнього фахівця: колективна монографія. Херсон: ПП Вишемирський В. С., 2014. 424 с. (співавтор).
- Напрями модернізації соціально-педагогічної системи підготовки фахівців в університеті. Херсон, 2017. (співавтор).
- Методологічні засади управління навчально-творчою діяльністю студентів: монографія. Харків: Стильна типографія, 2018. 151 с.

Участь у роботі спеціалізованих учених рад:
- член одноразових спеціалізованих вчених рад за спеціальністю 13.00.04 «Теорія і методика професійної освіти» на здобуття ступеня доктора філософії PhD з галузі знань 01 «Освіта/Педагогіка» за спеціальністю 015 «Професійна освіта» (за спеціалізаціями)» (2020-2021 рр.)
- участь у роботі спеціалізованих учених рад в якості офіційного опонента кандидатських та докторських дисертацій за спеціальністю 13.00.04 «Теорія і методика професійної освіти»(2015-2021 рр.)

## Громадська діяльність
Віктор Нагаєв — директор громадської організації «Науковий центр дидактики менеджмент-освіти» (3 2004 року).

## Нагороди та відзнаки
- почесні грамоти та подяки Мнімістерства аграрного політики України;
- стипендіат Кабінету Міністрів України (1998);
- почесне звання «Людина року Харківщини-2000» у номінації «Молодий науковець» (2000);
- «Відмінник аграрної освіти та науки III-го ступеня» (2005);
- срібна медаль «За кращу продукцію, технологію, наукову розробку» у ювілейній XX Міжнародній виставці-ярмарку «Агро-2008» (2008);
- «Відмінник аграрної освіти та науки II-го ступеня» (2011).

## Джерелf
- Колбіна Т. В. Нагаєв Віктор Михайлович. Енциклопедія Сучасної України. Редкол.: І. М. Дзюба, А. І. Жуковський, М. Г. Железняк [та ін.]; НАН України, НТШ. Київ: Інститут енциклопедичних досліджень НАН України, 2020. Режим доступу: https://esu.com.ua/article-71434